# Orpinomycetaceae
De Orpinomycetaceae vormen een familie van schimmels (Fungi) uit de orde Neocallimasticales.

## Taxonomische indeling
De taxonomische indeling van de Orpinomycetaceae is volgens de Index Fungorum als volgt:
Familie: Orpinomycetaceae
- Geslacht: Orpinomyces